# Volta a Portugal de 1989
A 51ª edição da Volta a Portugal em Bicicleta ("Volta 89") decorreu entre os dias 23 de Julho e 12 de Agosto de 1989. Composta por um prólogo e 21 etapas, num total de x km.

## Equipas
Participaram 144 corredores de 16 equipas:
- Sicasal-Torreense
- Louletano-Vale do Lobo
- Lotus-Zahor
- Recer-Boavista
- SEUR
- PFA-Garcia Joalheiro
- Fagor
- Grundfos-Sangalhos
- Delta Cafés-Caloi
- Atum Bom Petisco-Tavira
- Ruquita-Philips-Feirense
- Orima-Cantanhede
- Vigor-Lousa
- Aqualine-Olhanense-Sucol
- Salgueiros-Landimar
- Stand Custódio-Sambrazense

## Etapas
| Nº        | Dia          | Etapa                                                             | km    | Vencedor da etapa                                                           | Camisola amarela                        |
| --------- | ------------ | ----------------------------------------------------------------- | ----- | --------------------------------------------------------------------------- | --------------------------------------- |
| Prólogo   | 23 de Julho  | Torre de Nevões - Marco de Canaveses (C/R individual)             | 7,5   | Delmino Pereira (Recer-Boavista)                                            | Delmino Pereira (Recer-Boavista)        |
| 1ª etapa  | 24 de Julho  | Marco de Canaveses - Vila Real                                    | 168,8 | Orlando Neves (Ruquita-Philips-Feirense)                                    | Delmino Pereira (Recer-Boavista)        |
| 2ª etapa  | 25 de Julho  | Vila Real - Valença                                               | 198,2 | Francisco Espinosa (SEUR)                                                   | Delmino Pereira (Recer-Boavista)        |
| 3ª etapa  | 26 de Julho  | Valença - Santa Maria da Feira                                    | 179   | García Muñoz (Lotus-Zahor)                                                  | António Alves (Recer-Boavista)          |
| 4ª etapa  | 27 de Julho  | Santa Maria da Feira - Santa Maria da Feira (C/R individual)      | 6,5   | Paulo Pinto (Ruquita-Philips-Feirense)1 Joaquim Andrade (Sicasal-Torreense) | António Alves (Recer-Boavista)          |
| 5ª etapa  | 27 de Julho  | Santa Maria da Feira - Tondela                                    | 104   | Ángel Ocaña (Lotus-Zahor)                                                   | António Alves (Recer-Boavista)          |
| 6ª etapa  | 28 de Julho  | Tondela - Figueira da Foz                                         | 146   | Beny van Brabant (Lotus-Zahor)                                              | António Alves (Recer-Boavista)          |
| 7ª etapa  | 29 de Julho  | Figueira da Foz - Marinha Grande                                  | 113,7 | Franck Boucauville (Fagor)                                                  | António Alves (Recer-Boavista)          |
| 8ª etapa  | 30 de Julho  | Marinha Grande - Lisboa                                           | 153,4 | Pedro Silva (Louletano-Vale do Lobo)                                        | António Alves (Recer-Boavista)          |
| 9ª etapa  | 31 de Julho  | Lisboa - Santiago do Cacém                                        | 168,6 | Marcos Mazzaron (Delta Cafés-Caloi)                                         | António Alves (Recer-Boavista)          |
| 10ª etapa | 1 de Agosto  | Santiago do Cacém - Tavira                                        | 221,8 | Wanderley Magalhães (Delta Cafés-Caloi)                                     | António Alves (Recer-Boavista)          |
| 11ª etapa | 2 de Agosto  | Tavira - Loulé                                                    | 125,4 | José Urea (SEUR)                                                            | António Alves (Recer-Boavista)          |
| 12ª etapa | 2 de Agosto  | Loulé - Loulé (C/R individual)                                    | 32,5  | Joaquim Gomes (Sicasal-Torreense)                                           | Cássio Freitas (Louletano-Vale do Lobo) |
| 13ª etapa | 4 de Agosto  | Évora - Castelo de Vide                                           | 186,3 | Francisco Espinosa (SEUR)                                                   | Cássio Freitas (Louletano-Vale do Lobo) |
| 14ª etapa | 5 de Agosto  | Castelo de Vide - Gouveia                                         | 208,4 | Marino Fonseca (Salgueiros-Landimar)                                        | Cássio Freitas (Louletano-Vale do Lobo) |
| 15ª etapa | 6 de Agosto  | Gouveia - Almeida                                                 | 165,6 | José Santiago (Recer-Boavista)                                              | Cássio Freitas (Louletano-Vale do Lobo) |
| 16ª etapa | 7 de Agosto  | Vilar Formoso - Mangualde                                         | 153,2 | Slawomir Pietruszew (Ruquita-Philips-Feirense)                              | Cássio Freitas (Louletano-Vale do Lobo) |
| 17ª etapa | 8 de Agosto  | Mangualde - Lamego                                                | 141,4 | Joaquim Gomes (Sicasal-Torreense)                                           | Cássio Freitas (Louletano-Vale do Lobo) |
| 18ª etapa | 9 de Agosto  | Lamego - Macedo de Cavaleiros                                     | 134,1 | Jorge Pérez Rojas (SEUR)                                                    | Cássio Freitas (Louletano-Vale do Lobo) |
| 19ª etapa | 10 de Agosto | Macedo de Cavaleiros - Mondim de Basto (Alto da Senhora da Graça) | 157,4 | Santiago Portillo (Lotus-Zahor)                                             | Joaquim Gomes (Sicasal-Torreense)       |
| 20ª etapa | 11 de Agosto | Mondim de Basto - Matosinhos                                      | 152,3 | Marcos Mazzaron (Delta Cafés-Caloi)                                         | Joaquim Gomes (Sicasal-Torreense)       |
| 21ª etapa | 12 de Agosto | Matosinhos - Porto (C/R individual)                               | 21,5  | Joaquim Gomes (Sicasal-Torreense)                                           | Joaquim Gomes (Sicasal-Torreense)       |

1- Paulo Pinto venceu a etapa, mas foi desclassificado por ter circulado abrigado atrás de um veículo em marcha.

## Classificações Finais

### Geral individual
| Lugar | Nome              | Nacionalidade | Equipa                 | Tempo       |
| ----- | ----------------- | ------------- | ---------------------- | ----------- |
| 01º   | Joaquim Gomes     | Portugal      | Sicasal-Torreense      | 76h 51' 25" |
| 02º   | Cássio Freitas    | Brasil        | Louletano-Vale do Lobo | + 2' 34"    |
| 03º   | António Alves     | Portugal      | Recer-Boavista         | + 3' 52"    |
| 04º   | Manuel Zeferino   | Portugal      | Recer-Boavista         | + 4' 29"    |
| 05º   | Delmino Pereira   | Portugal      | Recer-Boavista         | + 5' 09"    |
| 06º   | Vicente Ridaura   | Espanha       | SEUR                   | + 5' 35"    |
| 07º   | António Pinto     | Portugal      | Sicasal-Torreense      | + 5' 42"    |
| 08º   | Juan Carlos Rozas | Espanha       | SEUR                   | + 9' 41"    |
| 09º   | Fernando Mota     | Portugal      | Vigor-Lousa            | + 10' 55"   |
| 10º   | Marco Chagas      | Portugal      | Louletano-Vale do Lobo | + 11' 11"   |

### Geral por equipas
| Lugar | Equipa                 | Tempo        |
| ----- | ---------------------- | ------------ |
| 1º    | Recer-Boavista         | 230h 40' 15" |
| 2º    | Sicasal-Torreense      | + 3' 40"     |
| 3º    | Louletano-Vale do Lobo | + 6' 22"     |

### Geral por Pontos
| Lugar | Nome             | Equipa            | Pontos |
| ----- | ---------------- | ----------------- | ------ |
| 1º    | Paulo Pinto      | Sicasal-Torreense | 60     |
| 2º    | Carlos Marta     | Vigor-Lousa       | 51     |
| 3º    | Beny van Brabant | Lotus-Zahor       | 40     |

### Geral da Montanha
| Lugar | Nome              | Equipa                   | Pontos |
| ----- | ----------------- | ------------------------ | ------ |
| 1º    | Manuel Abreu      | PFA-Garcia Joalheiro     | 87     |
| 2º    | Benjamim Carvalho | Aqualine-Olhanense-Sucol | 67     |
| 3º    | Joaquim Gomes     | Sicasal-Torreense        | 55     |

### Outras classificações
Metas Volantes: Carlos Marta (Vigor-Lousa), 34 pontos.
Combinado: Joaquim Gomes (Sicasal-Torreense), 14 pontos
Juventude: Delmino Pereira (Recer-Boavista)

## Ciclistas
Partiram: 144; Desistiram: 53; Terminaram: 91.
Media: x Km/h.